# Arabella Klinik
Die Arabella Klinik ist eine operative Klinik in privater Trägerschaft im Arabellapark im Münchner Stadtteil Bogenhausen. Die Klinik ist mit 60 Betten in den Bereichen Chirurgie, Augenheilkunde, Hals-Nasen-Ohren-Heilkunde, Mund-Kiefer-Gesichts-Chirurgie Teil des Krankenhausplans des Freistaates Bayern. In der Klinik werden sowohl Kassen- als auch Privatpatienten behandelt. Das Krankenhaus ist Teil der Anest-Unternehmensgruppe, die im Jahr 2018 gegründet wurde.

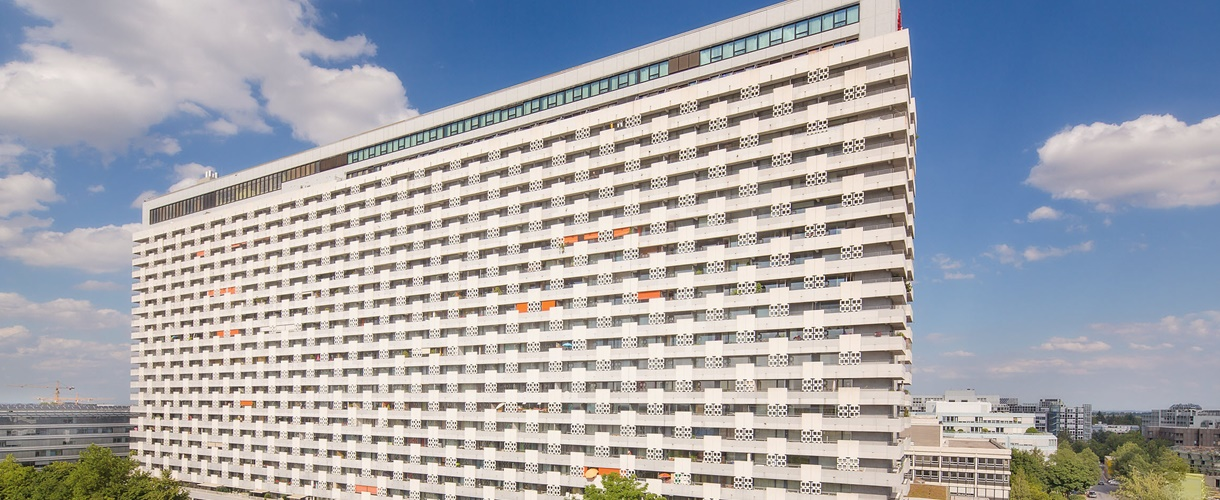
Die Arabella Klinik befindet sich im 19. Stock des Arabella-Hochhauses

## Geschichte
Die Arabella Klinik Dr. Bonner wurde vom Hals-Nasen-Ohren-Arzt Peter Bonner im Jahr 1970 im nördlichen Teil des 19. Stockes des damals neugebauten Arabellahochhauses im Arabellapark eröffnet. Parallel dazu gründete im südlichen Teil des 19. Stockes des Arabellahochhauses der Augenarzt Hans Remky eine Augenklinik, die dieser auch bis zu seinem Ruhestand 2002 leitete. Aufgrund gesundheitlicher Probleme verkaufte Bonner seine Klinik im Jahr 1983 an die Schörghuber Gruppe. Im Jahr 2002 kam es zu einem Zusammenschluss der beiden Kliniken in der Arabella Klinik GmbH. Im Jahre 2004 wurde im Bereich der ehemaligen Augenklinik der OP-Bereich auf zwei Operationssäle erweitert und die Station modernisiert.
Im Jahr 2009 erfolgte die Übernahme der Arabella Klinik GmbH durch Vorgängergesellschaften der Anest-Gruppe. Zu den bereits vorhandenen Behandlungsschwerpunkten der Klinik im Bereich der Augenheilkunde und der Hals-Nasen-Ohren-Heilkunde sowie der Plastischen- und Kosmetischen Chirurgie und der Hernien-Chirurgie wurde das operative Spektrum im Bereich Chirurgie, insbesondere der Unfallchirurgie, Viszeralchirurgie, Wirbelsäulenchirurgie und Adipositaschirurgie erweitert. In den Jahren 2009/2010 wurde der stationäre Teil der Klinik im Bereich der ehemaligen Arabella Klinik Dr. Bonner modernisiert. Seit 2011 ist die Klinik nach DIN ISO 9001 zertifiziert.
Im Jahr 2011 wurde in einem Nebengebäude angrenzend an das Arabellagebäude die Herzogpark-Klinik mit 22 Patientenbetten, 2 Operationssälen (Laminar Flow, C-Bogen, Full-HD) und einer Intermediate-Care-Station mit 7 Behandlungsplätzen gebaut und in Betrieb genommen. Die Arabella Klinik kann die Kapazitäten und ausgewählte Einrichtungen der Herzogpark-Klinik nutzen. Damit konnte das operative Spektrum um den Bereich Endoprothetik und komplexere Operationen erweitert werden.
Im Jahr 2013 wurde der OP-Trakt im nördlichen Teil der Arabella Klinik saniert und die zentrale Sterilisationseinheit ausgelagert.
Im Jahr 2016 wurde die Fachabteilung Mund-Kiefer-Gesichts-Chirurgie in die Arabella Klinik aufgenommen.
Im Jahr 2020 wurde das Brustzentrum München-Bogenhausen mit dem Schwerpunkt der Brustkrebstherapie unter der Leitung von Christoph Heitmann in der Arabella Klinik gegründet. Im Jahr 2022 wurde das Brustzentrum München-Bogenhausen durch die Deutsche Krebsgesellschaft und die Deutsche Gesellschaft für Senologie zertifiziert.

## Fachbereiche und Schwerpunkte
- Chirurgie
- Augenheilkunde
- Hals-Nasen-Ohrenheilkunde
- Mund-Kiefer-Gesichts-Chirurgie
- Anästhesiologie
- Plastische, Rekonstruktive und Kosmetische Chirurgie
- Adipositaschirurgie
- Hernienchirurgie
- Endoprothetik
- Wirbelsäulenchirurgie
- Korrigierende und rekonstruktive Extremitätenchirurgie
- Brustchirurgie

## Zahlen und Zertifizierung
Es gab rund 5000 stationäre Behandlungsfälle im Jahr 2018 mit Behandlungsmöglichkeit in der Haupt- und Belegabteilung. Die Klinik hat 60 Betten mit Aufnahme in den Krankenhausplan des Freistaates Bayern Aufnahme gefunden.
Das Brustzentrum München-Bogenhausen erfüllt seit 2022 die in den durch die DKG und durch die Deutsche Gesellschaft für Senologie festgelegten „Fachlichen Anforderungen an Brustkrebszentren (FAB)“ definierten Qualitätskriterien.
Die Arabella Klinik ist zertifiziert nach DIN EN ISO 9001:2015 (seit 1/2020, TÜV Rheinland).